# État légal
État légal (tiếng Pháp: "nhà nước hợp hiến"), còn gọi là "nhà nước pháp trị", là một học thuyết về tư duy pháp lý châu Âu lục địa, có nguồn gốc từ các nghiên cứu về nền hiến pháp của nước Pháp, lập luận cho tính ưu việt của luật lệ dành cho quyền hiến định.
Trái ngược với thuật ngữ nhà nước cảnh sát có luật pháp được đem ra áp dụng một cách tùy tiện, bất công, và việc thi hành chúng nằm ngoài sự kiểm soát của nhà nước – và đối với Rechtsstaat ("nhà nước pháp trị") – có quyền hiến định được coi là ưu tiên và thay thế quyền của luật pháp – état légal được người Pháp định nghĩa là một dạng pháp quyền tức là luật pháp áp dụng bình đẳng cho tất cả người dân, bất kể thuộc tầng lớp nào trong xã hội, mà không có hoặc làm giảm giới hạn quyền hiến định đối với ý chí của nhà lập pháp.
Tại những quốc gia có nền dân chủ thực thi phổ thông đầu phiếu, état légal dành quyền ưu tiên tuyệt đối cho quyết định của đa số cử tri – nói chung là thông qua số đại diện dân cử – điều này có thể dẫn đến các quyết định gây bất lợi cho quyền của thiểu số hoặc trái với quyền con người. Theo định nghĩa của luật gia lập hiến Dominique Rousseau, état légal "quy định quyền lập pháp, hành pháp, tư pháp đối với nhà nước pháp quyền đã được Nghị viện thông qua, một loại quy tắc, được coi là sự thể hiện ý chí phổ quát, là điều không thể chối cãi và do vậy không thể bị đem ra phán xét."

## Khái niệm
État légal được nhà luật học người Pháp Raymond Carré de Malberg diễn giải thành khái niệm trong cuốn sách của ông mang tựa đề Contribution à la théorie générale de l'État xuất bản năm 1920. Thông qua tác phẩm này mà ông đã phân biệt ba hình thức nhà nước khác nhau: nhà nước cảnh sát, mà quyền lực hành động tự do theo cách độc đoán; "nhà nước pháp trị" (état de droits hoặc Rechtsstaat), ngụ ý thẩm quyền của luật bị quyền hiến định giới hạn; và "nhà nước hợp hiến" (état légal), thuộc kiểu nhà nước pháp quyền trao quyền ưu tiên cho thẩm quyền của luật đối với quyền hiến định. Trong một nhà nước dân chủ mà người dân được giao phó quyền lực – nói chung là thông qua phổ thông đầu phiếu – sự khác biệt giữa état légal và Rechtsstaat để lại hệ quả đáng kể. Trong tình huống đầu tiên, quyết định của đa số người dân được quy định thành luật theo quyết định, rồi sau mới được nhà nước đem ra áp dụng; trong khi ở Rechsstaat, nhà nước (hoặc đa số) bị giới hạn về bản chất của luật do một bộ quy tắc bảo vệ các quyền cơ bản và thiểu số đem ra vận dụng (ví dụ, tu chính án hiến pháp của Mỹ hoặc quyền cơ bản của hiến pháp Đức).